# Jasmin Savoy Brown
Jasmin Savoy Brown (Alameda (Californië), 21 maart 1994) is een Amerikaans actrice. Ze speelde in diverse films en series, waaronder Scream, The Leftovers en Yellowjackets.

## Filmografie

### Film
- 2014: Laggies, als muzikaal kind
- 2014: The Record Keeper, als patiënt
- 2014: Camp Harlow, als Emily
- 2014: Forgotten Hero, als Anna
- 2017: Ten Dollar Bill, als Stephanie
- 2017: Lane 1974, als Puma
- 2017: Newly Single, als Taylor Touring
- 2021: Sound of Violence, als Alexis Reeves
- 2022: Scream, als Mindy Meeks-Martin
- 2023: Scream VI, als Mindy Meeks-Martin
- 2023: Missing, als June Allen (cameo)
- 2024: Dreams in Nightmares, als Sabrina

### Televisie
- 2013: Grimm, als jonge vrouw
- 2013: The Fosters, als roddelend meisje
- 2014: Brooklyn Nine-Nine, als Ava Watson / Rebecca Lubbock
- 2015-2017: The Leftovers, als Evangeline Murphy
- 2016: Stitchers, als Nina
- 2016: Before You Say I Do, als Hannah
- 2017: Grey's Anatomy, als Amanda Joseph
- 2017: Will, als Emilia Bassano
- 2018-2019: For the People, als Allison Adams
- 2018: Love, als Annie
- 2018: Lego Star Wars: All-Stars, als Lena Freemaker (stemrol)
- 2021: Final Space, als Eva
- 2021-heden: Yellowjackets, als Taissa Turner (tienerversie)

### Computerspellen
- 2019: Wolfenstein: Youngblood, als Abby "Super Spesh" Walker
- 2020: Spider-Man: Miles Morales, als Phin Mason / Tinkerer

### Videoclip
- 2023: Night Shift, van Lucy Dacus